# Гарнерен, Андре-Жак
Андре-Жак Гарнере́н (фр. André-Jacques Garnerin; 31 января 1769 — 18 августа 1823) — французский воздухоплаватель, изобретатель бескаркасного парашюта. Муж Жанны-Женевьевы Лябросс (1775—1847).

## Биография
Гарнерен родился в Париже. Его племянница, Элиза Гарнерен, осуществила второй в истории женский прыжок с парашютом.
Во время первого этапа революционных войн 1792—1797 гг. он попал в плен к австрийцам и провёл в заключении в венгерской Буде три года, мечтая сбежать оттуда по воздуху.
22 октября 1797 года Гарнерен совершил прыжок с бескаркасным парашютом собственной конструкции. Для подъёма на высоту был использован аэростат, к которому был закреплён верёвкой изобретатель со своим парашютом. Отделение парашюта от аэростата произошло на высоте порядка 1000 метров над парижским парком Монсо.
В 1793 году, после того как он был назначен техническим инспектором французской армии, Андре-Жак стал активно заниматься возможностями технической реализации использования воздушных шаров в военных целях.
В 1803 году он побывал в России, где 30 июля 1803 года по повелению императора Александра I вместе с генералом С. Л. Львовым совершил полёт на воздушном шаре над Петербургом. Это был первый полет на воздушном шаре в России.
Спустя несколько месяцев на шаре его конструкции совершили полёт первые русские женщины-воздухоплавательницы. 8 мая 1804 года княгиня Прасковья Гагарина поднялась в воздух на воздушном шаре и приземлилась в имении Вяземских Остафьево. В этот же день, несмотря на грозу и дождь, Гарнерен, потративший на все приготовления 4000 рублей, пустил шар со своей женой и Александрой Турчаниновой вдоль Калужского шоссе; после получасового полета он приземлился в Царицыно.
Скончался в 1823 г. в Париже. В журнале «Сын Отечества» была помещена переводная заметка: «В Париже умер знаменитый воздухоплаватель Гарнерен, изобретатель парашютов, на 53 году от роду. Он ушиблен был завесою одного театра, на коем стоял во время представления».

## Память
В честь Гарнерена названа одна из аллей парка Монсо, где он приземлился после исполнения своего исторического прыжка.

## Галерея

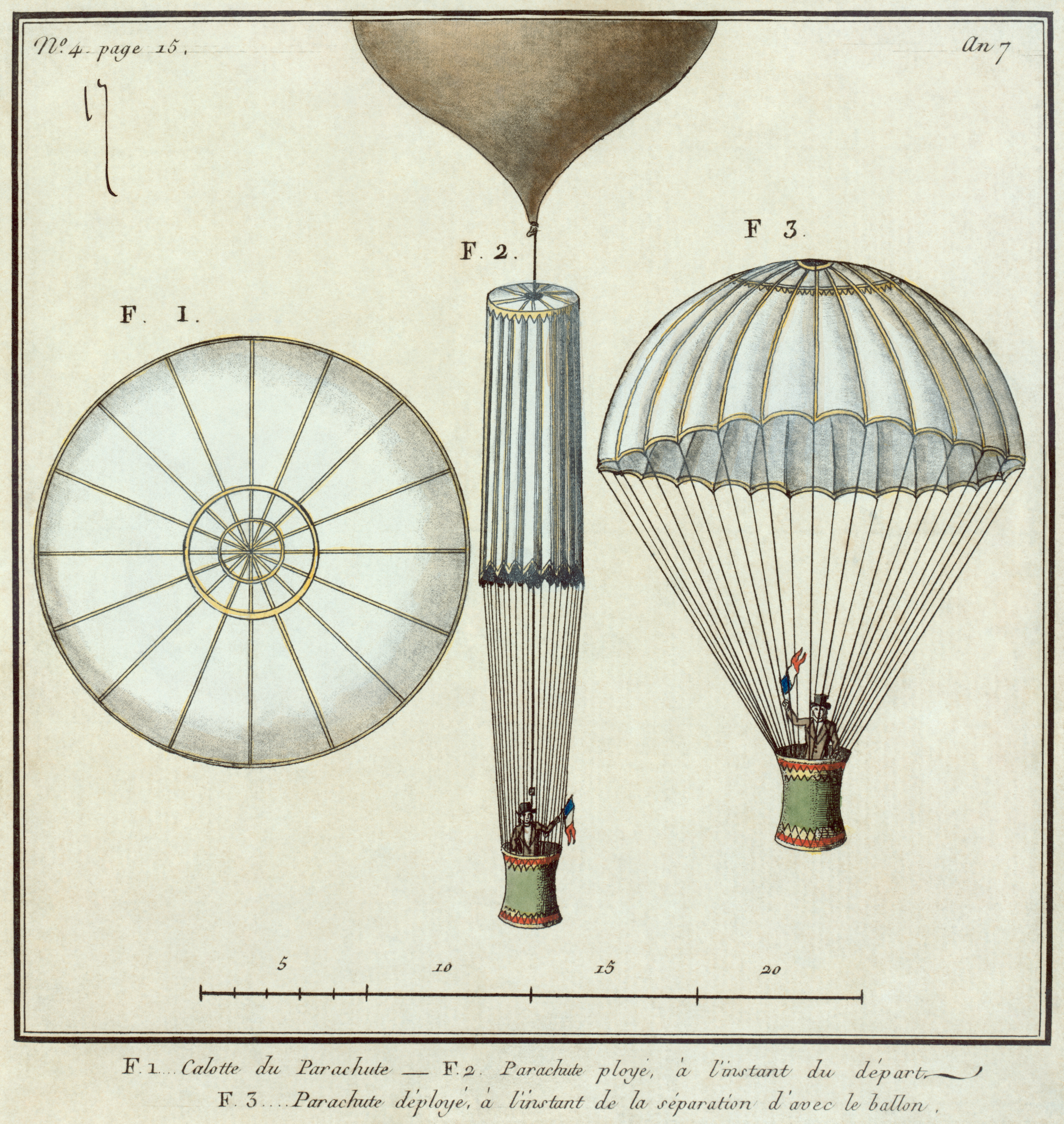
Схематическая иллюстрация парашюта, использованного 22 октября 1797 года Андре-Жаком Гарнереном
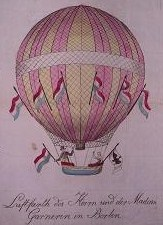
Андре-Жак Гарнерен (1803)
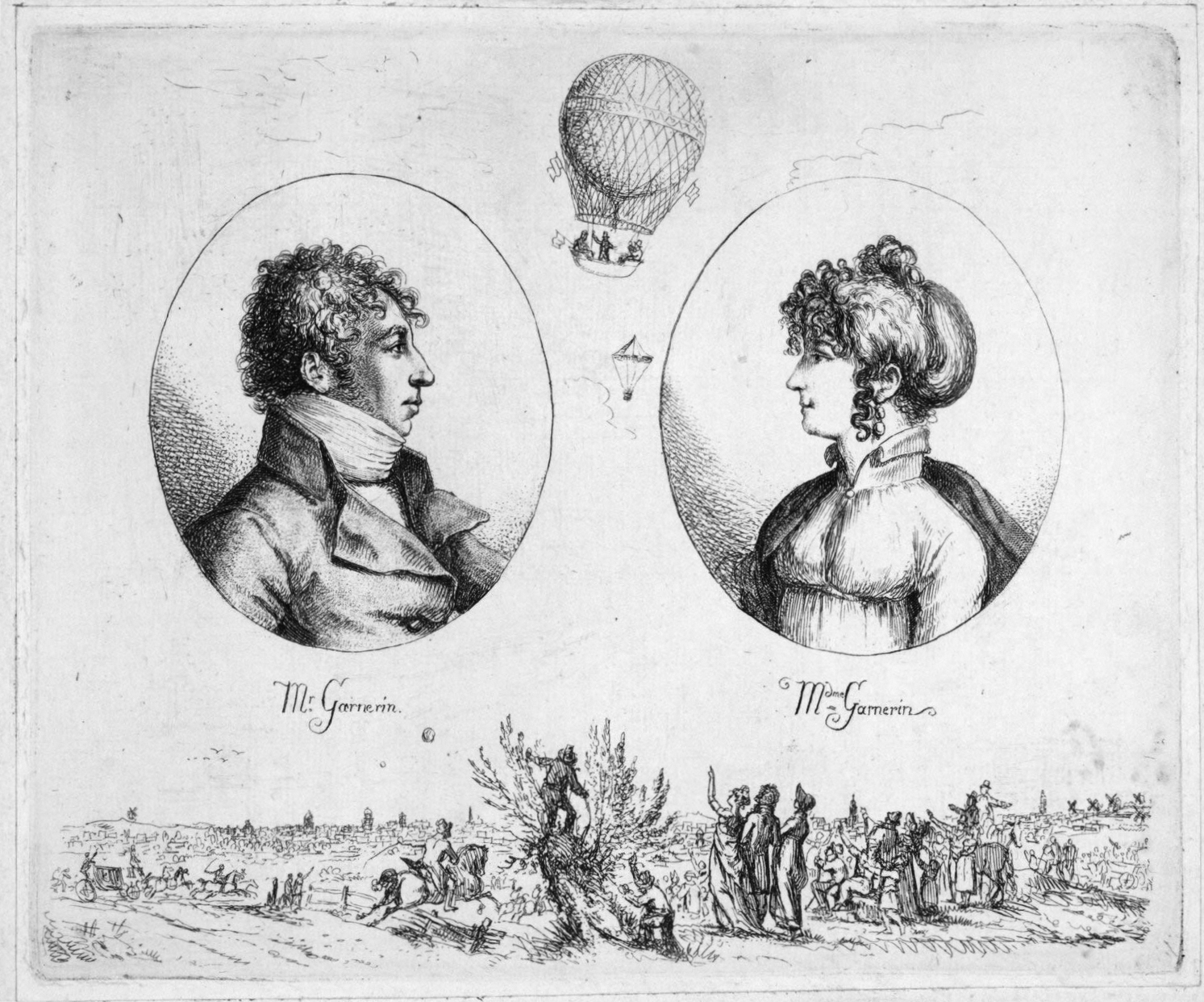
Месье и мадам Гарнерен (1803)
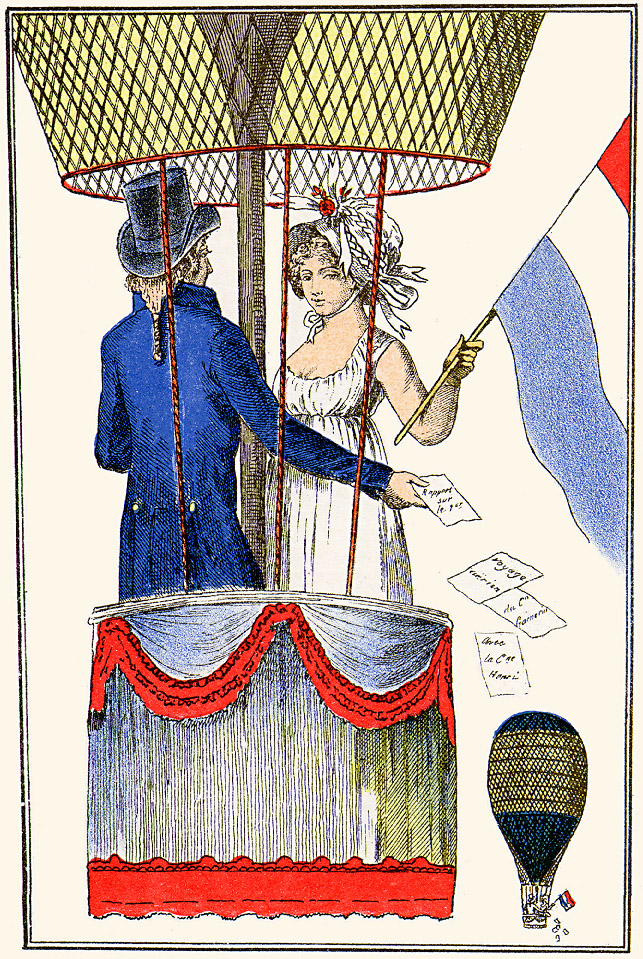
Полёт 8 июля 1798 года
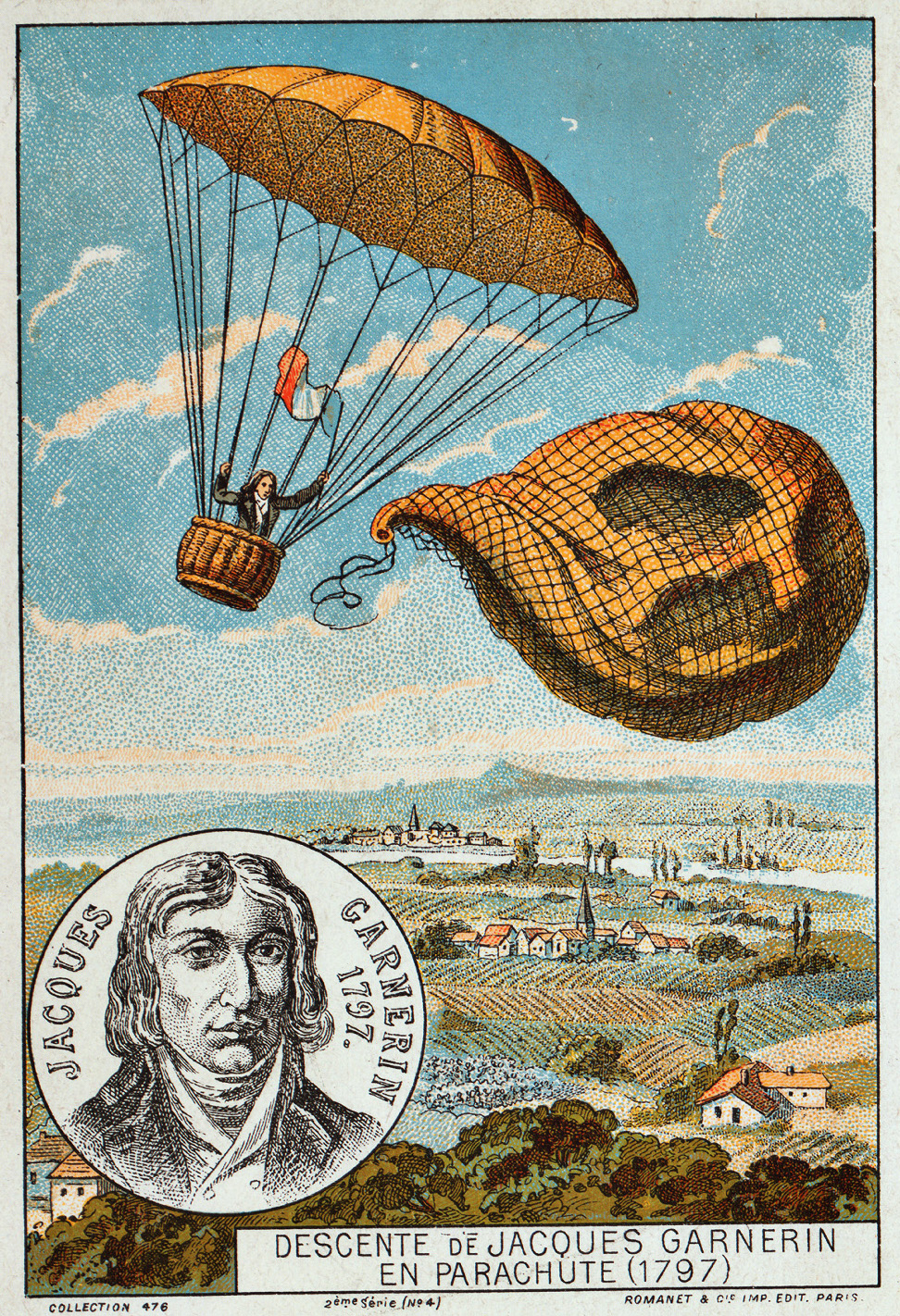
Иллюстрация конца  XIX века